# Método de Euler

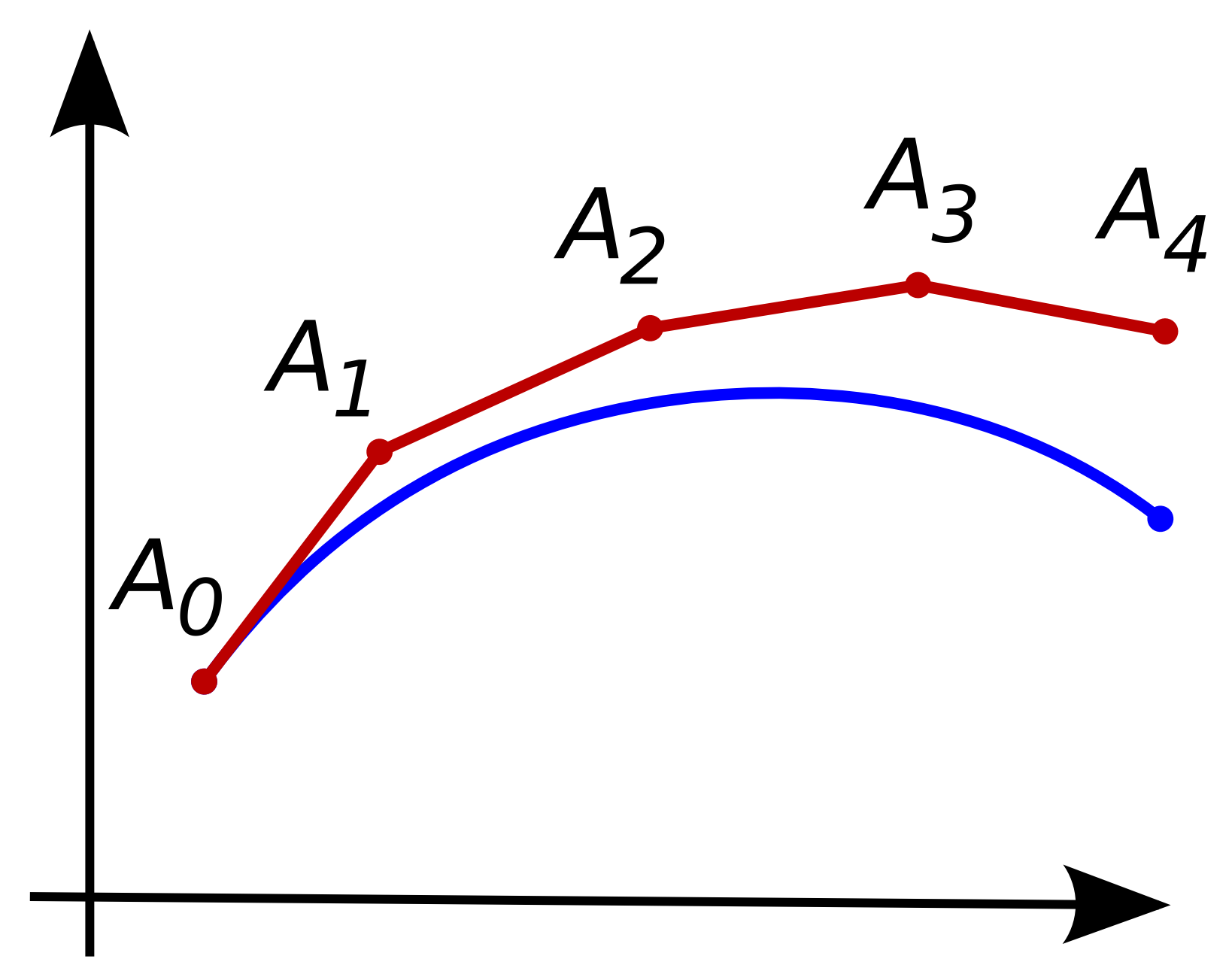
Ilustração do método de Euler. A curva desconhecida está em azul, e sua aproximação polinomial está em vermelho.

Em matemática e ciência computacional, o método de Euler, cujo nome relaciona-se com Leonhard Euler, é um procedimento numérico de primeira ordem para solucionar equações diferenciais ordinárias com um valor inicial dado. É o tipo mais básico de método explícito para integração numérica para equações diferenciais ordinárias.

## Formulação do Método de Euler
Suponha que queremos aproximar a solução de um problema de valor inicial:
{\displaystyle y'(t)=f(t,y(t)),\qquad \qquad y(t_{0})=y_{0}.}
Escolhendo um valor para {\displaystyle h} para o tamanho de cada passo e atribuindo a cada passo um ponto dentro do intervalo, temos que {\displaystyle t_{n}=t_{0}+nh}. Nisso, o próximo passo {\displaystyle t_{n+1}} a partir do anterior {\displaystyle t_{n}}  fica definido como {\displaystyle t_{n+1}=t_{n}+h}, então: 
{\displaystyle y_{n+1}=y_{n}+hf(t_{n},y_{n}).} Com isso, para um valor menor de {\displaystyle h} teremos mais passos dentro de um dado intervalo, mas que terá melhor aproximação com o valor analítico.
O valor de {\displaystyle y_{n}} é uma aproximação da solução da EDO no ponto {\displaystyle t_{n}}: {\displaystyle y_{n}\approx y(t_{n})}. O Método de Euler é explícito, ou seja, a solução {\displaystyle y_{n+1}} é uma função explícita de {\displaystyle y_{i}} para {\displaystyle i\leq n}.
Enquanto o Método de Euler integra uma EDO de primeira ordem, qualquer EDO de ordem N pode ser representada como uma equação de primeira ordem: tendo a equação
{\displaystyle y^{(N)}(t)=f(t,y(t),y'(t),\ldots ,y^{(N-1)}(t))},
temos a introdução de variáveis auxiliares {\displaystyle z_{1}(t)=y(t),z_{2}(t)=y'(t),\ldots ,z_{N}(t)=y^{(N-1)}(t)} obtendo a seguinte equação:
{\displaystyle \mathbf {z} '(t)={\begin{pmatrix}z_{1}'(t)\\\vdots \\z_{N-1}'(t)\\z_{N}'(t)\end{pmatrix}}={\begin{pmatrix}y'(t)\\\vdots \\y^{(N-1)}(t)\\y^{(N)}(t)\end{pmatrix}}={\begin{pmatrix}z_{2}(t)\\\vdots \\z_{N}(t)\\f(t,z_{1}(t),\ldots ,z_{N}(t))\end{pmatrix}}}
Este é um sistema de primeira ordem na variável {\displaystyle \mathbf {z} (t)} e pode ser usada através do Método de Euler ou qualquer outros métodos de resoluções de sistemas de primeira ordem.

## Exemplo
Dado o problema de valor inicial
{\displaystyle y'=y,\quad y(0)=1,}
vamos usar o método de Euler para aproximar {\displaystyle y(4)}.

### Usando um passo igual a 1 (h= 1)
O método de Euler é
{\displaystyle y_{n+1}=y_{n}+hf(t_{n},y_{n}).\qquad \qquad }

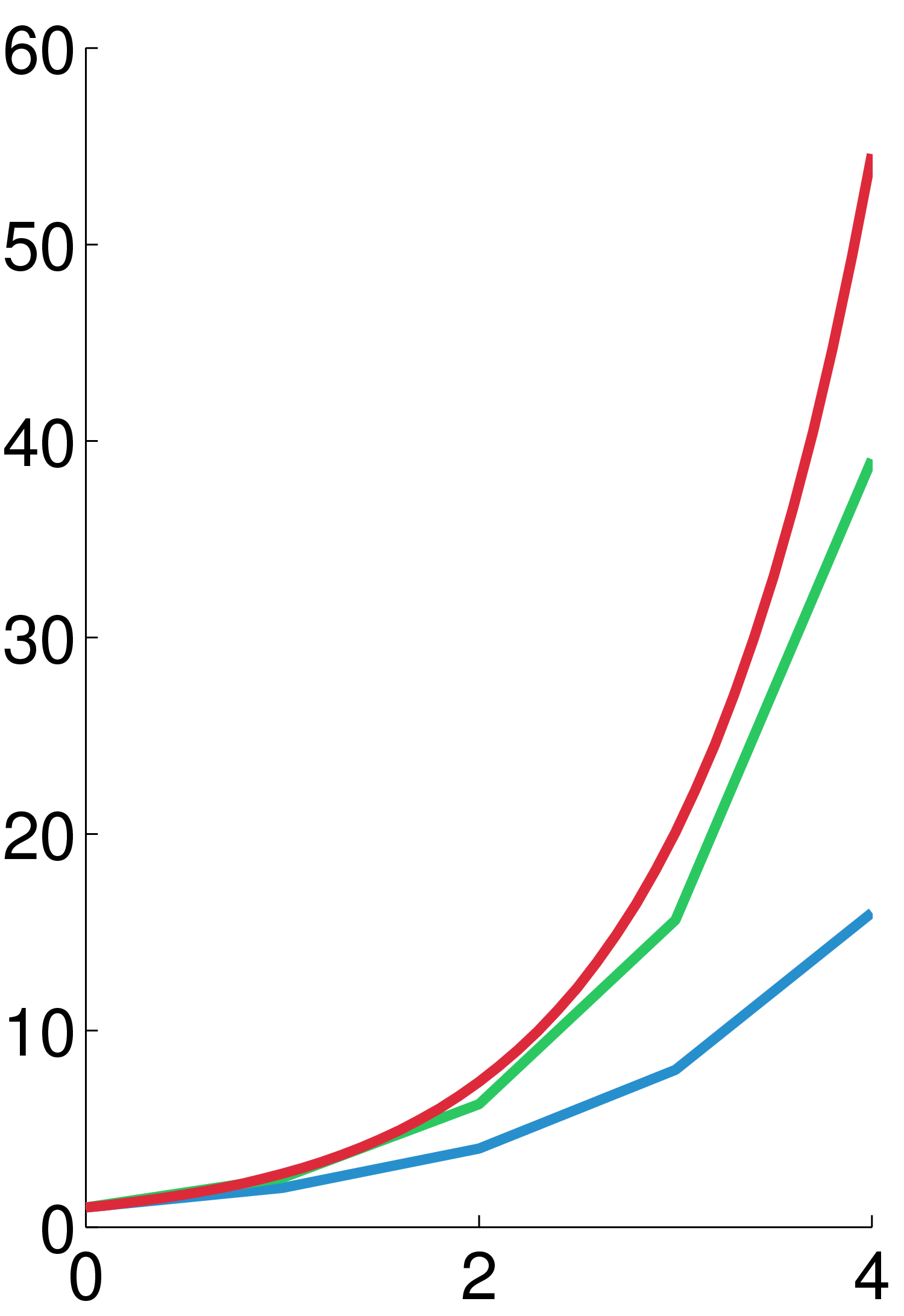
Ilustração da integração numérica para o exemplo A curva em Azul é o método de Euler com h = 1.0.; em Verde, o ponto médio e em Vermelho, o valor exato da solução,

Primeiramente devemos aplicar o ponto {\displaystyle f(t_{0},y_{0})}.  Nesse exemplo, a função {\displaystyle f} é definida por {\displaystyle f(t,y)=y}. Nisso, temos que
{\displaystyle f(t_{0},y_{0})=f(0,1)=1.\qquad \qquad }
Através do passo acima, vemos que a declividade da linha é tangente à solução da curva no ponto {\displaystyle (0,1)}.  Lembre que a declividade é definida como a variação numérica de {\displaystyle y} em relação a {\displaystyle t}, ou {\displaystyle \Delta y/\Delta t}.  
O próximo passo é multiplicar o valor acima pelo tamanho do passo {\displaystyle h}, que nesse caso resultará em:
{\displaystyle h\cdot f(y_{0})=1\cdot 1=1.\qquad \qquad }
Como o tamanho do passo é a variação em {\displaystyle t}, quando multiplicamos esse passo pela declividade da tangente, resultamos em um novo valor para {\displaystyle y}.  Esse valor é então colocado ao valor de {\displaystyle y} inicial, com o objetivo de obtermos o próximo valor para ser usado de modo recursivo.
{\displaystyle y_{0}+hf(y_{0})=y_{1}=1+1\cdot 1=2.\qquad \qquad }
Os passos acima devem ser repetidos para assim encontrarmos {\displaystyle y_{2}}, {\displaystyle y_{3}} e {\displaystyle y_{4}}.
{\displaystyle {\begin{aligned}y_{2}&=y_{1}+hf(y_{1})=2+1\cdot 2=4,\\y_{3}&=y_{2}+hf(y_{2})=4+1\cdot 4=8,\\y_{4}&=y_{3}+hf(y_{3})=8+1\cdot 8=16.\end{aligned}}}
Como isso se torna um processo repetitivo, uma boa forma de organizar cada iteração em forma de tabela, evitando a possibilidade de erros.
| {\displaystyle n} | {\displaystyle y_{n}} | {\displaystyle t_{n}} | {\displaystyle f(t_{n},y_{n})} | {\displaystyle h} | {\displaystyle \Delta y} | {\displaystyle y_{n+1}} |
| ----------------- | --------------------- | --------------------- | ------------------------------ | ----------------- | ------------------------ | ----------------------- |
| 0                 | 1                     | 0                     | 1                              | 1                 | 1                        | 2                       |
| 1                 | 2                     | 1                     | 2                              | 1                 | 2                        | 4                       |
| 2                 | 4                     | 2                     | 4                              | 1                 | 4                        | 8                       |
| 3                 | 8                     | 3                     | 8                              | 1                 | 8                        | 16                      |
A conclusão desse método é de que {\displaystyle y_{4}=16}, enquanto a solução exata da equação diferencial é {\displaystyle y(t)=e^{t}}, então {\displaystyle y(4)=e^{4}\approx 54,598}. Nesse caso, a aproximação por Método de Euler não é muito eficiente, porém podemos ver na imagem que o comportamento de ambas as curvas são semelhantes.

### Usando outros tamanhos parah

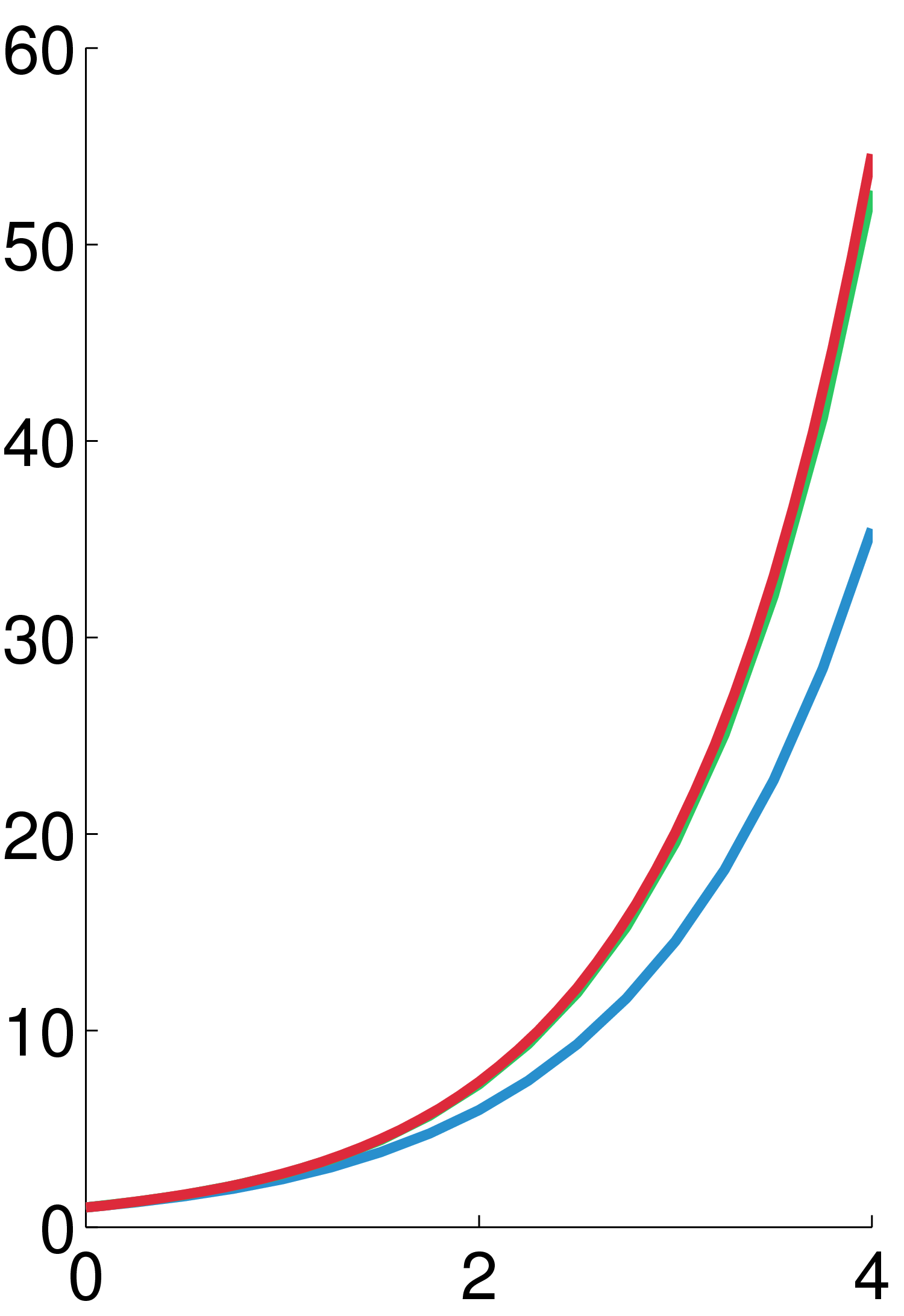
A mesma ilustração para h = 0.25.

Como mostrado no início, o método possui sua aproximação aprimorada quando tomamos valores cada vez menores para {\displaystyle h}. A tabela abaixo mostra o resultado para diferentes tamanhos de {\displaystyle h}. A primeira linha são os valores para {\displaystyle h=1}, conforme descrito no tópico anterior. Já a segunda linha é para {\displaystyle h=0,25}, conforme ilustrado ao lado.
| Tamanho de {\displaystyle h} | Resultado do Método de Euler | Erro Absoluto |
| ---------------------------- | ---------------------------- | ------------- |
| 1                            | 16                           | 38,598        |
| 0,25                         | 35,53                        | 19,07         |
| 0,1                          | 45,26                        | 9,34          |
| 0,05                         | 49,56                        | 5,04          |
| 0,025                        | 51,98                        | 2,62          |
| 0,0125                       | 53,26                        | 1,34          |
O erro absoluto é a diferença entre o valor obtido por Euler e o valor exato da solução para {\displaystyle t=4}. Podemos ver que, ao ponto que o valor de {\displaystyle h} vai caindo pela metade a cada linha, o erro aproximadamente possui o mesmo comportamento. Isso sugere que o erro absoluto é relativamente proporcional ao tamanho do passo de cada iteração adotado. Essa notação perde a validade para passos muito pequenos, mas geralmente é válida em demais equações; consulte Erro de truncamento para mais detalhes.
Em outros métodos ilustrados, como o Método dos Pontos Médios neste caso mostraram-se mais razoáveis, pois este possui uma precisão proporcional quadrática do tamanho do passo. Por essa razão, tem-se o Método de Euler como um método de primeira ordem, enquanto o Método dos Pontos Médios é dito como de segunda ordem.
Podemos extrapolar a tabela acima se precisamos de uma melhor precisão através da escolha de valores como {\displaystyle h=0,00001} que, para chegar em {\displaystyle t=4}, necessitamos de 400.000 passos. Esse método demanda, portanto, um grande custo computacional; com isso, usam-se métodos com maior ordem de precisão, como o Método de Runge-Kutta, quando uma grande aproximação é necessária.

## Método de Euler contra métodos de ordem maior
A ordem de um método mede o quão rapidamente este converge para a solução analítica quando se diminui os passos na integração numérica . Infelizmente devido a limitações computacionais, erros de arredondamento crescem quando se diminui o tamanho dos passos, ocorrendo até mesmo divergência ou mesmo valores errados. Uma forma de resolver este problema é aumentar a ordem do método numérico. Por exemplo, métodos de ordem maiores incluem método de Runge-Kutta e o método de Euler melhorado. 